# Estação Cardeal Arcoverde / Copacabana
A Estação Cardeal Arcoverde / Copacabana é uma das estações da Linha 1 do Metrô do Rio de Janeiro localizada entre a Botafogo e a Siqueira Campos / Copacabana. Foi inaugurada em 2 de julho de 1998 e cerca de 60 mil pessoas por dia transitam nela diariamente. Localiza-se na praça Cardeal Arcoverde, em Copacabana, entre as ruas Tonelero e Barata Ribeiro.
Em alguns fins de semana e feriados, a estação recebe os trens da Linha 2.

## História
As obras da estação Cardeal Arcoverde / Copacabana foram iniciadas em fevereiro de 1988, sendo parte do projeto da gestão Moreira Franco de ampliar a Linha 1 do Metrô até Copacabana. Durante a fase de projeto, moradores do baiiro Peixoto se posicionaram radicalmente contra as obras da estação e tentaram, sem sucesso cancelar a mesma No entanto, por falta de recursos, as obras foram paralisadas em janeiro de 1990 Houve uma tentativa de retomada em 1994, quando o metrô do Rio quase foi municipalizado, mas a obra não saiu do papel. Apenas em 4 de maio de 1995, na gestão de Marcelo Alencar, as obras foram retomadas. A previsão de inauguração era de outubro de 1997.
Atrasos, porém fizeram com que a estação fosse entregue apenas em 2 de julho de 1998, a um custo de 190 milhões de reais.
Em agosto de 2022, a estação foi renomeada de "Cardeal Arcoverde" para "Cardeal Arcoverde / Copacabana", ocasião em que as estações ganharam sufixos com os nomes dos bairros em que se localizam.

## Toponímia
A praça Sacopenapã foi aberta em 26 de julho de 1894. Com a morte do Cardeal Arcoverde em 1930, foi rebatizada homenageando ele. Joaquim Arcoverde de Albuquerque Cavalcanti (1850-1930) foi o primeiro cardeal católico romano da América Latina. A estação do metrô foi construída em parte sob a praça, recebendo o seu nome como referência geográfica.

## Características
A estação Cardeal Arcoverde / Copacabana possui profundidade máxima de 53 m (em relação à superfície da Praça Arcoverde). Para a sua construção foram escavados 327 mil m3 de material rochoso em sua maioria, transportados por 30 mil caminhões. O solo rochoso foi parcialmente escavado com 308 toneladas de explosivos. Para a a construção da estrutura da estação foram empregados 5 mil toneladas de aço e 62,5 mil m3 de concreto. A distância entre o acesso da estação, a área de mezaninos (bilheterias, catracas e escadas) e as plataformas é de 180 m, vencidos por 3 esteiras rolantes de 86 m. A estação possui 8 escadas rolantes e 4 plataformas inclinadas (que transportam pessoas com deficiência sobre as escadas fixas) em seus quatro níveis. Para o revestimento dos pisos foram utilizados 135 tipos de granito enquanto que as paredes receberam 68 cores diferentes.
Possui dois acessos:
- Acesso A - Praça Cardeal Arcoverde
- Acesso B - Rua Tonelero

## Tabelas
| Sigla | Estação                        | Inauguração | Capacidade                   | Integração | Plataformas | Posição     | Notas |
| ----- | ------------------------------ | ----------- | ---------------------------- | ---------- | ----------- | ----------- | ----- |
| CAV   | Cardeal Arcoverde / Copacabana | 1998        | 60 mil passageiros hora/pico |            | Laterais    | Subterrânea |       |